# Krokfjorden
Krokfjorden är en sjö i Tingsryds kommun i Småland och ingår i Ronnebyåns huvudavrinningsområde. Sjön har en area på 1,67 kvadratkilometer och ligger 126,1 meter över havet. Sjön avvattnas av vattendraget Ronnebyån. Vid provfiske har bland annat abborre, björkna, braxen och gers fångats i sjön.

## Delavrinningsområde
Krokfjorden ingår i det delavrinningsområde (626231-145927) som SMHI kallar för Utloppet av Krokfjorden. Medelhöjden är 131 meter över havet och ytan är 5,81 kvadratkilometer. Räknas de 37 avrinningsområdena uppströms in blir den ackumulerade arean 825,74 kvadratkilometer. Avrinningsområdets utflöde Ronnebyån mynnar i havet. Avrinningsområdet består mestadels av skog (56 procent). Avrinningsområdet har 1,66 kvadratkilometer vattenytor vilket ger det en sjöprocent på 28,6 procent. Bebyggelsen i området täcker en yta av 0,11 kvadratkilometer eller 2 procent av avrinningsområdet.

## Fisk
Vid provfiske har följande fisk fångats i sjön:
- Abborre
- Björkna
- Braxen
- Gärs
- Gädda
- Mört
- Sarv